# Magia (álbum)
Magia es el primer álbum de estudio de la cantante colombiana Shakira, publicado el 24 de junio de 1991. Los temas son una colección de material escrito por Shakira desde la edad de ocho años y temas escritos por otros para ella, con temas inspirados en la experiencia de salir con hombres, las historias de aventuras y sueños de vivir en la costa. Shakira grabó este álbum bajo el sello discográfico de Sony Music Colombia a la edad de trece años. Sin embargo, el lanzamiento se vio obstaculizado por la falta de registro y la cohesión de producción, y por lo tanto resultó ser un fracaso comercial, solo 1200 copias del álbum fueron vendidas.

## Antecedentes
Nacida en la ciudad de Barranquilla, Colombia, Shakira inició a escribir canciones a la edad de ocho años. Su primera composición fue «Tus gafas oscuras», sus actuaciones en las competencias de canto locales llevaron a una reunión con la productora teatral Mónica Ariza, quien más tarde le concedió una audición para ella en Bogotá. Interpretó tres canciones para los ejecutivos de Sony Music Colombia, que bastó para firmar un contrato para grabar tres discos: Magia, Peligro y Pies descalzos.
El bajo presupuesto para el álbum, dejó a tres semanas la preproducción, que implicaba la coreografía del espectáculo en vivo, clases de canto para la artista y la organización de las canciones. Las canciones de este álbum se ocupan de las emociones de la cantante, como la experiencia con los hombres, más exactamente la relación que tuvo con su exnovio Óscar Pardo, también se destacan canciones como «Esta noche voy contigo» y un poema «Sueños», que narra la alegría de vivir en la costa y las historias contadas por su padre. En el libro Shakira: Mujer llena de gracia de Ximena Diago describió el increíble potencial de ella [Shakira] en este álbum.
Magia es una colección de canciones escritas por Shakira, entre los 8 y 12 años, de géneros pop, rock, baladas románticas y disco, aunque se vio obstaculizada por la falta de registro y la cohesión de la producción, producido por Miguel Cubillos y Pablo Tedeschi en los estudios Aga en Bogotá, cuando Shakira tenía 13 años. Un representante de Sony Music Columbia, dijo que el proceso de grabación fue simple y fue perfectamente bien. Pero para Shakira, el proceso era problemático, ya que no tenía capacidad de decidir qué pistas estarían incluidas en sus presentaciones.

## Lanzamiento, promoción y recibimiento
A petición de la misma Shakira, para promover el álbum se llevaron a cabo presentaciones en el Teatro Amira de la Rosa en Barranquilla, Cartagena de Indias, Santa Marta, Riohacha, Medellín, Cali, Bogotá y varios teatros, las actuaciones destacadas de bailarinas adicionales y voces de fondo, tales como las de César Navarro, Guillermo Gómez, Mauricio Pinilla y Richard Ricardo, para el sencillo «Magia» fue realizado un vídeo musical protagonizado por César Navarro, las coreografías fueron hechas por Gary Julio y Ray Silva.
El álbum ganó un premio en el Festival de la Canción de Viña del Mar en 1991, aunque Shakira no pudo asistir a la ceremonia debido a su edad, ya que debía tener 16 años para poder inscribirse. A pesar de las actuaciones en vivo y la cantidad de cobertura de los medios, al álbum no le fue bien comercialmente, ya que sólo entre 1000 y 1200 copias fueron vendidas en su país de origen, se desconoce cuál fue la cantidad de tiraje que se envió a las tiendas. Shakira ha negado el relanzamiento de sus dos primeros trabajos para el público estadounidense por su «inmadurez». Aunque no fue un disco comercialmente exitoso, sus bajas ventas y el potencial incipiente reflejado en la intérprete en ese entonces lo hacen una reliquia codiciada, ya que nunca ha sido reeditado y no se encuentra en tiendas, y el existente en las redes no tiene un sonido de calidad alta.
El posible fracaso de Magia se debió a que el LP solo fue distribuido de manera local en solo 2 tiendas de discos ''Discos la rumbita' y 'El mercado mundial del disco'' y por el poco de interés de promoción de parte de Sony. La promoción la mayor parte fue por Shakira y sus padres de tocar puertas para promocionar su álbum.
Inicialmente, Shakira se negó a permitir la reedición tanto de Magia como de su siguiente álbum, Peligro, debido a su "inmadurez"."

## Lista de canciones
| N.º | Título                           | Escritor(es)                   | Duración |  |
| 1.  | «Sueños»                         | Shakira                        | 3:47     |  |
| 2.  | «Esta noche voy contigo»         | Miguel Enrique Cubillos        | 3:53     |  |
| 3.  | «Lejos de tu amor»               | Pablo Tedeschi                 | 3:09     |  |
| 4.  | «Magia»                          | Shakira                        | 4:43     |  |
| 5.  | «Cuentas conmigo»                | Juanita Loboguerrero; Cubillos | 4:01     |  |
| 6.  | «Cazador de amor»                | Shakira                        | 3:07     |  |
| 7.  | «Gafas oscuras»                  | Shakira                        | 3:13     |  |
| 8.  | «Necesito de ti»                 | Shakira                        | 3:41     |  |
| 9.  | «Lejos de tu amor» (Versión Mix) | Tedeschi                       | 3:13     |  |

## Créditos
- Shakira — Composición, guitarra, voz
- Sergio Solano — Guitarra
- Ítalo Lamboglia — Batería
- Antonio «Toño» Arneda — Saxofón
- Miguel Enrique Cubillos — Coro, dirección musical, arreglo artístico,dirección vocal
- Ana María González - Liliana Ávila — Coro
- Juana «Juanita» Laboguerrero — Composición
- Pablo Tedeschi — productor, compositor, dirección musical, arreglos, programación informática y programación de batería
- Álvaro Eduardo Ortiz — Diseño
- Gabriel Múñoz — Coordinador general
- Luis Miguel Olivar — Ingeniería de sonidos
- Leonardo «Leo» Erazzo — Portada del álbum
  - Créditos:[1]